# مرد و دستکش
مرد و دستکش نقاشی رنگ روغن اثر تیسین نقاش اهل ایتالیا است. این نگاره که با سبک رنسانس ایتالیایی است در حدود سال ۱۵۲۰ میلادی کشیده شده است. نقاشی مرد و دستکش در موزه لوور نگهداری می‌شود.